# 佐藤綾乃 (スピードスケート選手)
佐藤 綾乃（さとう あやの、1996年12月10日 - ）は、日本のスピードスケート選手。高崎健康福祉大学人間発達学部子ども教育学科卒業。全日本空輸株式会社（ANA）アスナビを通じて2019年4月1日入社。
2018年平昌オリンピック女子団体追抜で日本史上初の金メダルを獲得。
中日ドラゴンズ所属のプロ野球選手である佐藤龍世とは同学年の従弟にあたる。

## 人物
1996年、北海道厚岸郡厚岸町生まれ。厚岸町立真龍小学校1年生の時からスピードスケートを始め、厚岸町立真龍中学校3年時に出場した第32回全国中学校スケート大会では、女子1500mと3000mで優勝。
2012年、北海道釧路北陽高等学校に進学。高校在学中の2013年、世界ジュニアスピードスケート選手権大会に於いて、髙木美帆・樋沙織と組んで女子チームパシュートで金メダルを獲得し、高校3年次のインターハイ（全国高等学校スケート選手権大会スピード競技）では女子1500m＆3000mを制覇して二冠王に輝いた。
2015年、高崎健康福祉大学人間発達学部子ども教育学科に進学。大学入学後に出場した2016年世界ジュニアスピードスケート選手権大会では女子マススタートで優勝を飾った。
2017年は日本代表として2017年アジア冬季競技大会に出場し、個人として女子3000mで銅メダル、女子マススタートで銀メダルを獲得し、チームパシュートでは押切美沙紀・髙木菜那と組んで金メダルを獲得。
2017-2018シーズンのISU ワールドカップシリーズでは、ソルトレイクシティ大会で髙木菜那・髙木美帆とチームを組んだチームパシュートで2分50秒87の世界新記録をマークした。2017年12月の大会で転倒し、全治3～6週間の右足親指の骨折と診断されるも、その後の再検査で骨にビヒはなかったことがわかり、まもなく練習を再開、平昌オリンピックには間に合う見通しとなった。
2018年、平昌オリンピックに出場。スピードスケート女子3000mで8位入賞、髙木菜那・髙木美帆・菊池彩花と出場した女子団体パシュートでは、対オランダ決勝戦を髙木姉妹と出場してオリンピックレコードとなる2分53秒89で金メダルを獲得。女子マススタートにも出場したが、準決勝で直前走者が転倒、自身も巻き添えにあって転倒し、左肘や顔面を痛打し、競技を棄権。同年春の褒章で紫綬褒章を受章。
2019年、高崎健康福祉大学を卒業し、4月1日付で全日本空輸株式会社（ANA）に入社。
2022年北京オリンピックではチームパシュート女子団体追い抜きに高木美帆・髙木菜那とのメンバーで出場し銀メダルを獲得。また女子1500mでは1分54秒92で4位入賞、女子マススタートでは決勝に進み8位に入賞した。

## 主な成績

### 冬季オリンピック
- 2018年平昌（ 韓国）
  - チームパシュート 優勝
- 2022年北京（ 中国）
  - 1500m 4位 入賞
  - チームパシュート2位
  - マススタート 8位 入賞

## エピソード
- 平昌オリンピックでは、冬季五輪日本人女子史上最年少となる、21歳73日で金メダリストとなった[22]。